# 1616 Filipoff
1616 Filipoff è un asteroide della fascia principale del diametro medio di circa 24,31 km. Scoperto nel 1950, presenta un'orbita caratterizzata da un semiasse maggiore pari a 2,9099409 UA e da un'eccentricità di 0,0187042, inclinata di 8,49618° rispetto all'eclittica.
L'asteroide è dedicato all'astronomo francese Lionel Filipoff (1893-1940), che lavorò presso l'osservatorio di Algeri e di Parigi.